# Puente Kanmon
El  Puente Kanmon (関門橋 Kanmonkyō?) es un puente colgante que cruza el Estrecho de Kanmon y une las islas de Honshū y Kyūshū de Japón.

## Detalles
El Puente está ubicado en el Estrecho de Kanmon entre las ciudades de Shimonoseki (Honshū) de la Prefectura de  Yamaguchi y Kitakyūshū (Kyūshū) de la Prefectura de Fukuoka. 
El puente conecta la Autopista Chūgoku (E2A) en la isla Honshū con la Autopista Kyūshū (E3) en la isla Kyūshū.
El puente es una autopista de seis carriles.
Planos y vistas satelitales.33°57′43.0″N 130°57′30.0″E / 33.961944, 130.958333